# غابرييل خوسيه فيريرا ميسكيتا
غابرييل خوسيه فيريرا ميسكيتا (بالبرتغالية: Gabriel José Ferreira Mesquita‏) هو لاعب كرة قدم برازيلي في مركز حراسة المرمى، ولد في 14 سبتمبر 1998 في ماسايو في البرازيل. لعب مع أتلتيكو باراناينسي.

## وصلات خارجية
- غابرييل خوسيه فيريرا ميسكيتا على موقع قاعدة بيانات كرة القدم.إي يو (الإنجليزية)
- غابرييل خوسيه فيريرا ميسكيتا على موقع Soccerway.com (الإنجليزية)